# Reixac (Calders)
Reixac és una masia al vessant de migdia d'un serrat del terme de Calders (Moianès) a 624,1 metres d'altitud que pertany a la parròquia de Sant Vicenç de Calders. Forma part de l'Inventari del Patrimoni Arquitectònic de Catalunya. És a llevant del poble de Calders, en el sector nord-est del terme. Queda al sud-oest de Vilaterçana i la Grossa, a llevant de Trullars i al nord de Sant Amanç. També és a migdia de la Calzina i de l'extrem de ponent del Serrat de la Creueta.
S'hi accedeix des del nord pel mateix camí que des de la carretera N-141c, al punt quilomètric 19,750, mena en 700 metres a la Calzina i continua cap al sud, fent dues grans ziga-zagues, en 850 metres més a Reixac. També s'hi pot arribar des del costat de llevant, pel camí que uneix les masies de Sant Amanç i de Vilaterçana, des d'on en uns 550 metres accedeix a Reixac per dos llocs diferents.
És una de les masies històriques de la parròquia de Sant Vicenç de Calders. Els seus propietaris al llarg de l'edat moderna foren sovint jurats i batlles del terme de Calders. A la casa, renovada els primers anys del segle xxi, es conserven diverses llindes dels segles xvii i XVIII, entre les quals destaca una que duu la data del 1602.

## Arquitectura

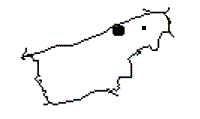
Situació de Reixac respecte de Calders

Façana amb dos contraforts, un a cada banda del portal d'entrada de punt rodó i adovellat. A la dovella central, gravat amb l'emblema de Jesucrist. Els baixos contenen l'entrada, el celler de volta ogival, escala de pedra picada que puja al primer pis dedicat a l'habitatge, i bastant modificat. El material constructiu és el reble; els contraforts són reomplerts de pedra, i posteriors a la construcció de la casa. Coberta a dos aiguavessos, amb el carener paral·lel a la façana. Adossat al cos central i a la cara NE hi ha un cobert; altres elements adossats són les corts de la part de ponent, en mal estat. Modificacions recents: Cobrir un terrat que donava a migdia, fer obertures grosses, i abaixar el nivell de la coberta per amenaçar ruïna.
Separada a la casa, al cantó de llevant, hi ha una construcció, actualment pallissa, que havia estat masoveria. Manté encara el portal de punt rodó, adovellat. S'anomenava el "Rubió de Reixach".